# Иляна Румънска
Иляна Румънска (на румънски: Ileana a României) е румънска принцеса, най-малката дъщеря на румънския крал Фердинанд и на кралица Мария Единбургска.
Иляна е родена в Букурещ на 5 януари 1909 г. Става изключително популярна сред румънците заради своята социално ориентирана дейност. На 31 януари 1931 г. е омъжена за ерцхерцог Антон Австрийски, принц на Тоскана. Бракът е уреден от брат ѝ Карол II, който завижда на популярността на Иляна и желае на всяка цена да я принуди да напусне Румъния. Поради това след сватбата Карол II отказва да разреши на младоженците да живеят в Румъния под предлог, че румънците никога няма да допуснат един Хабсбург да живее на румънска земя. Поради това Иляна и съпругът ѝ се установяват в Австрия.
След избухването на Втората световна война съпругът на Иляна е мобилизиран в Луфтвафе, а тя открива болница за ранени в замъка Зонебург край Виена. През 1944 г. Иляна и семейството ѝ се връщат в Румъния, където остават да живеят в замъка Бран. Там обаче херцог Антон е поставен под домашен арест от Червената армия. През това време Иляна работи в болница за ранени войници в градчето Бран.
След абдикацията на крал Михай I румънското кралско семейство е принудено да напусне страната от новия комунистически режим. Антон и Иляна успяват да емигрират в руския окупационен сектор на Виена, оттам се прехвърлят в Швейцария, а след това и в Аржентина, откъдето през 1950 г. пристигат в САЩ.
Годините между 1950 и 1961 г. Иляна Румънска работи в Румънската православна църква в САЩ, чете лекции срещу комунизма и издава автобиографични книги.
На 29 май 1954 г. Иляна и херцог Антон се развеждат и по-малко от месец след това, на 20 юни, принцесата се омъжва повторно за Стефан Николае Нисареску (1906 – 2002).
През 1961 г. Иляна става послушница в православен манастир във Франция. Вторият ѝ брак е прекратен през 1965 г., а две години по-късно Иляна приема монашество под името Александра. След това заминава отново за САЩ, където основава православен манастир в Елоуд, Пенсилвания, в който остава до смъртта си. Иляна посещава отново Румъния едва през 1990 г., придружена от дъщеря си Санди.
Принцеса Иляна умира от сърдечен удар на 21 януари 1991 г. в Йънгстаун, Охайо.

## Деца
Иляна Румънска и ерцхерцог Антон Австрийски имат шест деца:
- Стефан Австрийски (1932 – 1998)
- Мария-Иляна Австрийска (1933 – 1959), омъжена за Франц-Йозеф Котулински (1917 – 1959)
- Александра Австрийска (р. 1935), омъжена за херцог Ойген Еберхард – син на княгиня Надежда
- Доминик Австрийски (р. 1937)
- Мария-Магдалена Австрийска (р. 1939)
- Елизабет Австрийска (1942 – 2019)

През 1959 г. най-възрастната дъщеря на Иляна – Мария, и съпругът ѝ умират в самолетна катастрофа над Бразилия. През май 2006 синът ѝ Антон е въведен във владение на замъка Бран, който румънските власти му признават за наследство от Иляна.